# A.O. Markopoulo Revoil
A.O. Markopoulo Revoil – żeński klub piłki siatkowej z Grecji. Został założony w 1998 w Markopulo Mesojeas.

## Sukcesy
- Mistrzostwa Grecji:
  -  2001/2002